# Еміль Орлик

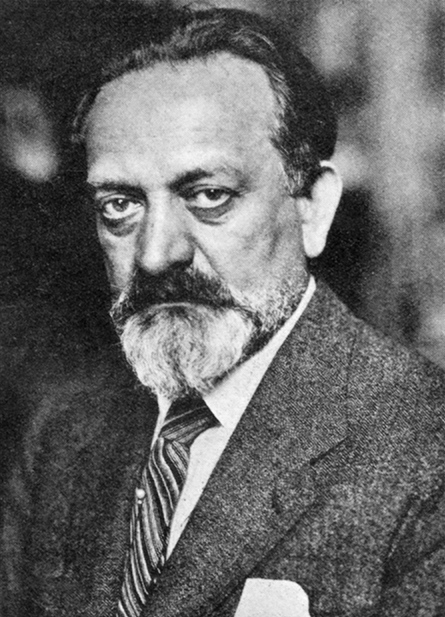
Еміль Орлик, 1932 р.

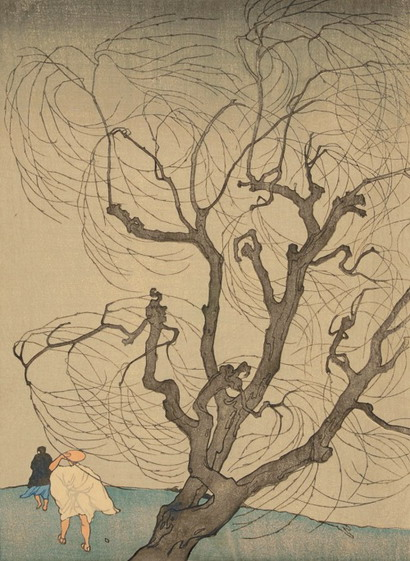
Еміль Орлик. «Вітер», до 1930 р.

Еміль Орлик (нім. Emil Orlík; 21 липня 1870, Прага — 28 вересня, 1932, Берлін) — богемський маляр, графік, фотограф, та літограф; представник Віденської сецесії.

## Біографія
Син єврейського майстра-кравця з міста Прага Моріца Орлика (1832—1897) і його дружини Анни Орлик (нар. Штайн).
Входив в творчу групу, що отримала назву Віденська сецесія, починав як представник декоративного стилю капіталізму — модерн (або ар нуво, сецесія).
З 1906 входив також в Берлінську сецесію.
З 1905 р. до 1932 — викладач в освітньому закладі при Музеї декоративно-ужиткового мистецтва в місті Берлін. Серед учнів Еміля Орлика:
- Ернст Барлах
- Ґеорґ Ґросс
- Оскар Нерлінгер
- Карл Шредер та ін.

## Захоплення мистецтвом Японії
Захоплення японською гравюрою мало свій вплив і на Еміля Орлика. Задля знайомства з мистецтвом та реальністю Японії здійснив подорож у Китай та Японію і вважається європейським прихильником японізму. Окрім Далекого Сходу був у Росії та арабському Єгипті.

## Портретні твори
Відоміший як портретист. Серед портретів майстра (олійними фарбами та графікою) широке коло тогочасних німецькомовних митців — художники, науковці, музики, письменники, актори .
- Ванда Ландовська
- Ернст Барлах
- Отто Дікс
- Макс Клінгер
- Кете Колльвіц
- Рудольф Штайнер
- Томас Манн
- Альберт Ейнштейн
- Франц Верфель
- Фердинанд Годлер
- Ловіс Корінт
- Зигмунд Фрейд

## Галерея

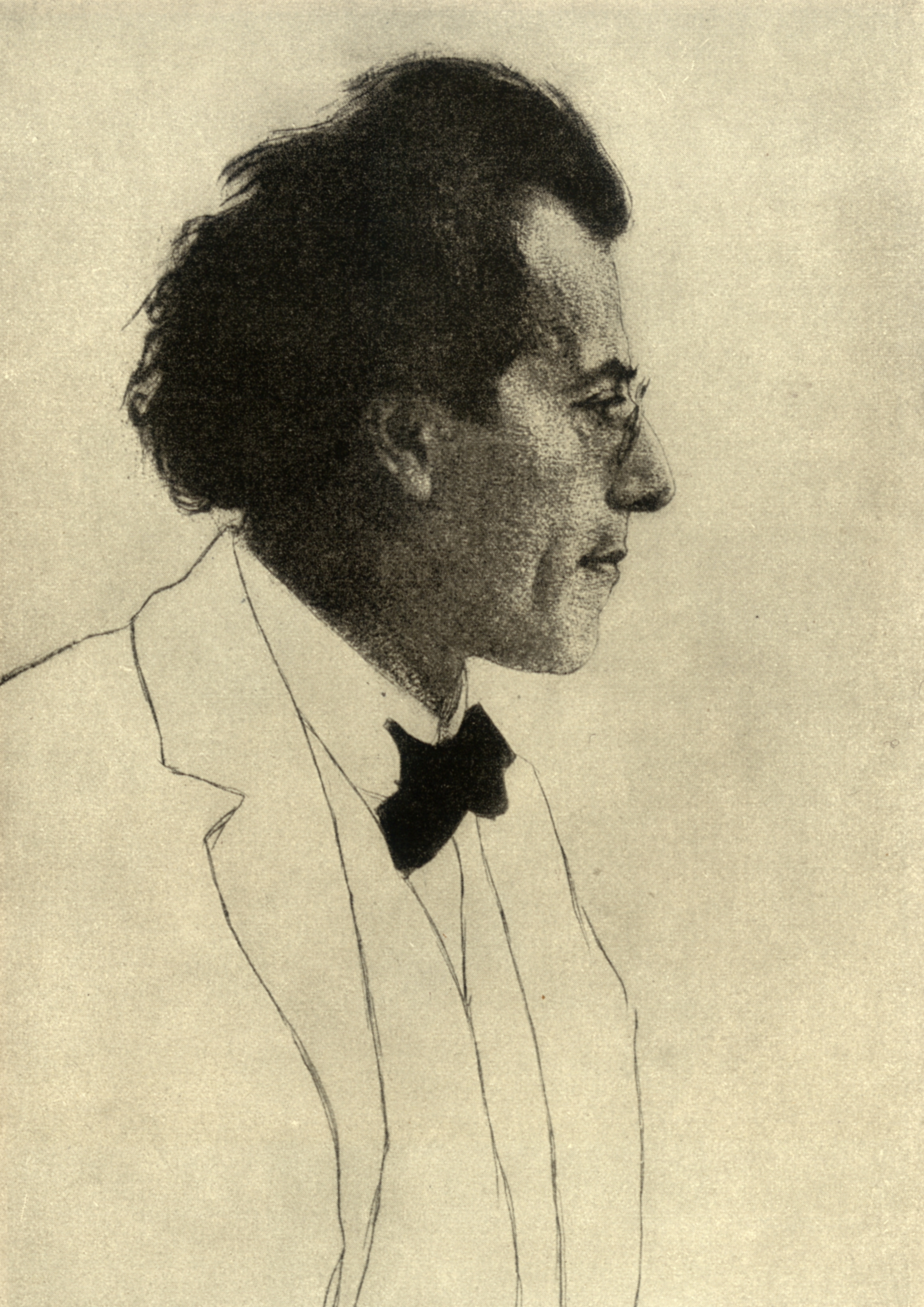
Густав Малер
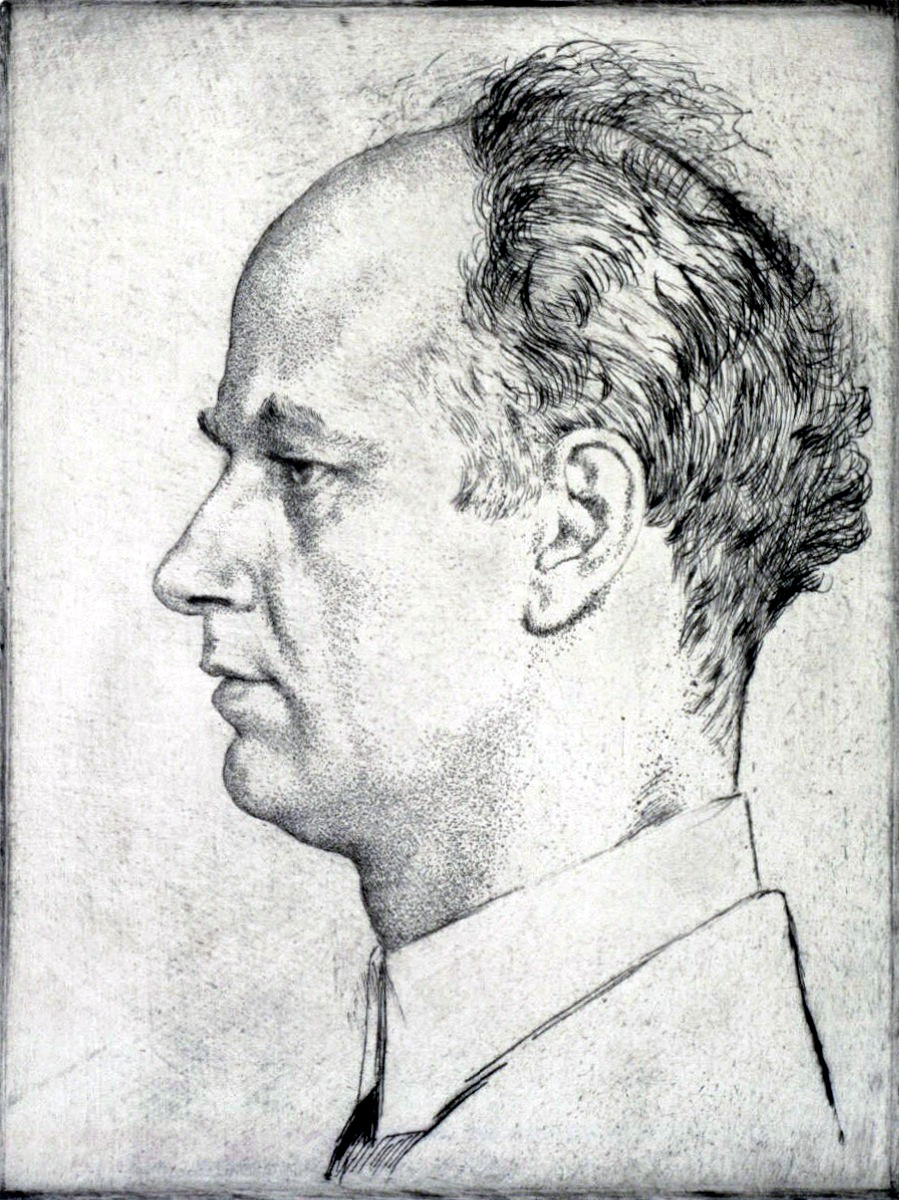
Вільгельм Фуртвенглер
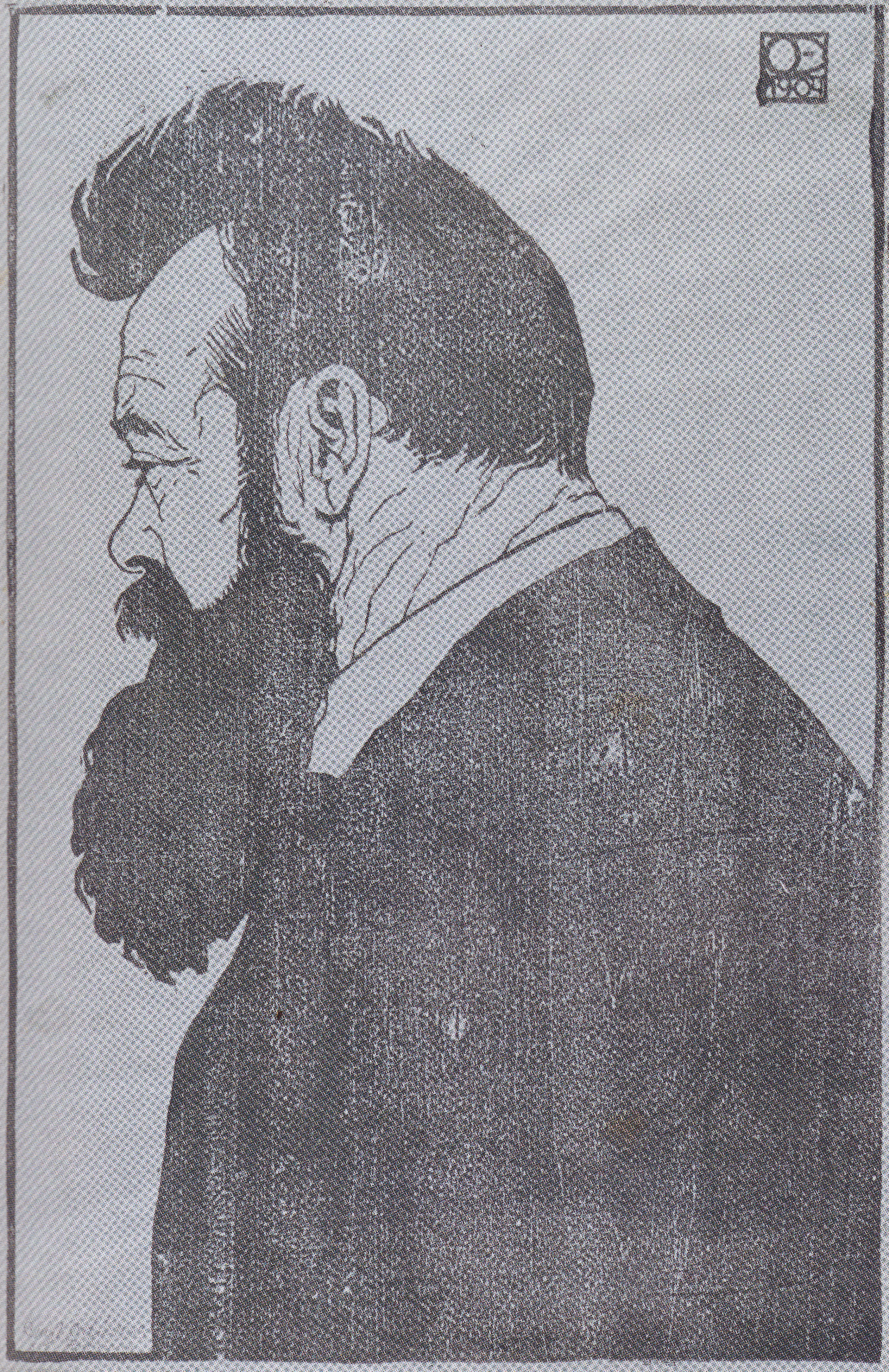
Фердінанд Годлер
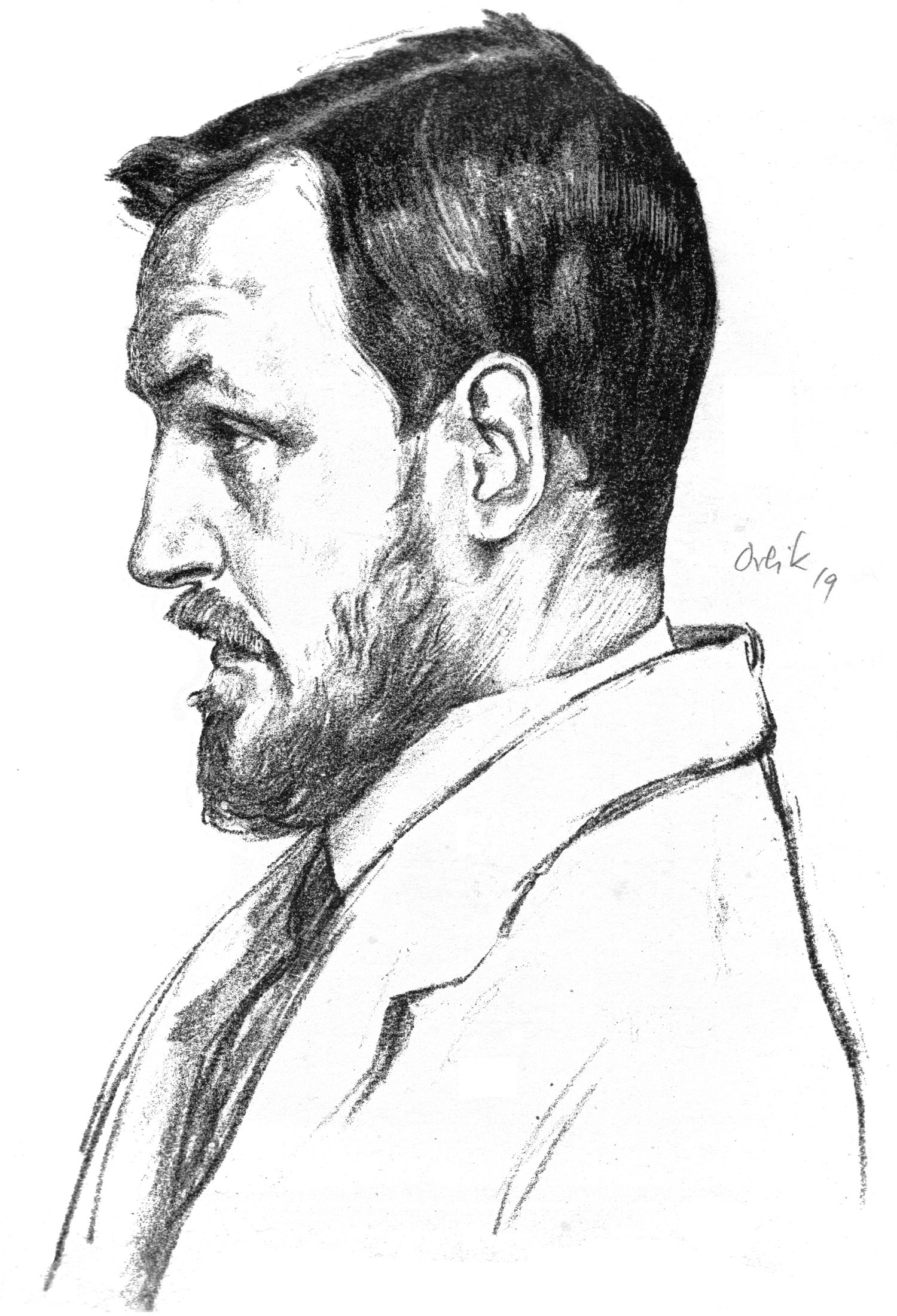
Юстус Ветцель
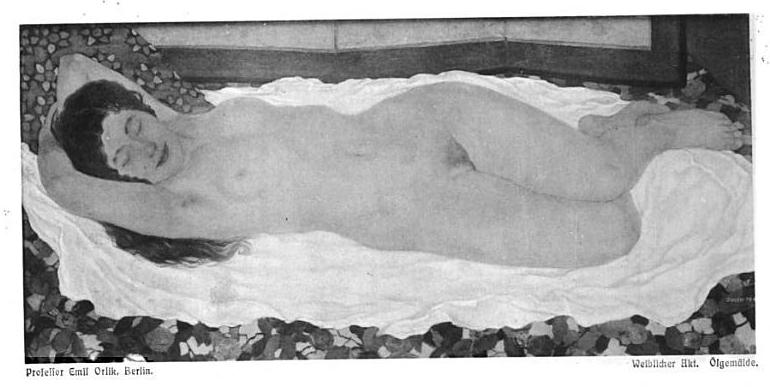
Жіночій акт
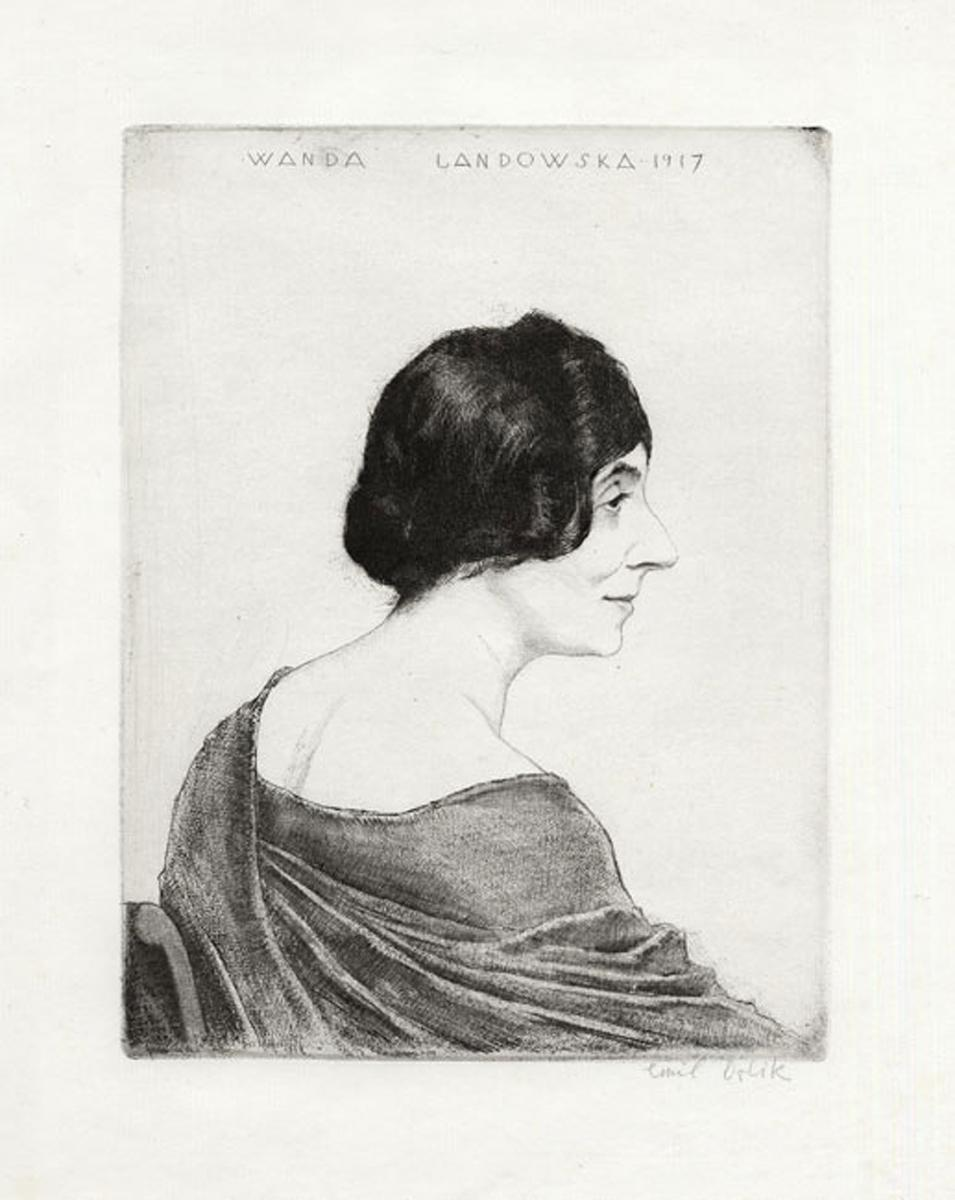
Ванда Ландовська